# Cherleștii din Deal
Cherleștii din Deal – wieś w Rumunii, w okręgu Aluta, w gminie Teslui. W 2011 roku liczyła 578 mieszkańców. 